# Hugh Trevor-Roper
Pour les articles homonymes, voir Roper (homonymie).
Hugh Redwald Trevor-Roper (15 janvier 1914 – 26 janvier 2003), baron Dacre de Glanton, est un historien spécialiste du Royaume-Uni moderne et de l'Allemagne nazie.

## Travaux
Hugh Trevor-Roper a repris et développé l'idée de "crise générale", initialement formulée par Eric Hobsbawm, dans une série d'articles publiés en 1954 dans la revue Past & Present, pour lui donner son acception usuellement admise, notamment dans son ouvrage de 1967, The Crisis of the Seventeenth Century. Quand Hobsbawm ne voit de ce déclin qu'un aspect économique, Trevor-Roper en fait un état de crise généralisée, ayant non seulement une valeur politique et militaire, mais aussi religieuse et sociale. Pour Trevor-Roper, le XVIIe siècle fait état d'une "crise dans la relation entre la société et l’État". Plusieurs de ses articles ont été rassemblés et traduits en français dans son ouvrage De la Réforme aux Lumières.
En 1983, Trevor-Roper cautionna l'authenticité des prétendus journaux d'Hitler. Il revient quand même sur sa décision assez vite, dès la conférence de presse pour la présentation de la découverte et expliqua avoir été abusé (on lui avait assuré que les carnets avaient été testés chimiquement et authentifiés),.
Ses travaux, fortement imprégnés de conservatisme et de préjugés, ont souvent fait l'objet de controverses.

## Controverse sur l'histoire de l'Afrique
Un aspect de sa vision de l'histoire et de la recherche savante a suscité des vives contestations, celui qui concerne les expériences historiques des sociétés de tradition orale. Trevor-Roper est connu pour avoir affirmé que l'Afrique n'avait pas d'histoire avant l'exploration et la colonisation européennes : « Peut-être qu’à l’avenir, il y aura une histoire de l’Afrique à enseigner, mais à présent, il n’y en a pas. Il y a seulement l’histoire des Européens en Afrique [...]. L’histoire ne peut pas être créée à partir des ténèbres qui sont visibles dans le passé de l’Afrique». Il ne faut pas perdre son temps «  à étudier les gesticulations fatuités de tribus barbares vivant dans des contrées pittoresques, mais sans importance, du globe ».
Ces propos ont provoqué des débats parmi les historiens, les anthropologues, les sociologues, dans les domaines émergents des études postcoloniales et culturelles sur la définition de «l'histoire»,,,. Les chercheurs ont fait valoir que les mythes historiques du type de ceux perpétués par Trevor-Roper doivent être activement combattus : "les historiens africains doivent se concentrer sur les aspects qui ont été ignorés par des mythologies dénigrantes" européennes.
De nombreux historiens soutiennent aujourd'hui contre Trevor-Roper que les preuves historiques devraient également inclure les traditions orales et non pas seulement les sources écrites, la présence de documents écrits ayant longtemps été considérée comme un critère de  sortie de la «préhistoire»,. Ils ont remis en question la validité des interprétations systématiques du passé africain, que ce soit par les méthodes matérialistes, annalistes ou historiques traditionnelles, utilisées par Trevor-Roper,. 

## Œuvres
- Archbishop Laud, 1573-1645, 1940. (OCLC 223139049).
- The Last Days of Hitler, 1947. (OCLC 403539).
- Secret Conversations, 1941-1944 (published later as Hitler's Table Talk, 1941-1944), 1953. (OCLC 8000364)
- Historical Essays, 1957 (OCLC 1194627).
- « The General Crisis of the Seventeenth Century » pages 31-64 from Past and Present, Volume 16, 1959.
- « Hitlers Kriegsziele » pages 121-133 from Vierteljahrshefte für Zeitsgeschichte, Volume 8, 1960, traduit en anglais « Hitler's War Aims » pages 235-250 from Aspects of The Third Reich edited by H.W. Koch, London: Macmillan Ltd, 1985.
- « A. J. P. Taylor, Hitler and the War » pages 86-96 from Encounter, Volume 17, July 1961.
- « E. H. Carr's Success Story » pages 69-77 from Encounter, Volume 84, Issue #104, 1962
- Blitzkrieg to Defeat: Hitler's War Directives, 1939-1945, 1965, 1964 (OCLC 12723697).
- Essays in British history presented to Sir Keith Feiling edited by H.R. Trevor-Roper; with a foreword by Lord David Cecil (1964) (OCLC 175090387).
- The Rise of Christian Europe, 1965 (OCLC 392300).
- Hitler's Place in History, 1965.
- The Crisis of the Seventeenth Century: Religion, the Reformation, and Social Change, and Other Essays, 1967.
- The Age of Expansion, Europe and the World, 1559-1600, edited by Hugh Trevor-Roper, 1968.
- The Philby Affair : Espionage, Treason, and Secret Services, 1968.
- The Romantic Movement and the Study of History: the John Coffin memorial lecture delivered before the University of London on 17 February 1969, 1969.
- The European Witch-Craze of the Sixteenth and Seventeenth Centuries, 1969
- The Plunder of the Arts in the Seventeenth Century, 1970.
- Queen Elizabeth's First Historian: William Camden and the Beginning of English "Civil History", 1971.
- « Foreword » pages 9-16 from 1914: Delusion or Design The Testimony of Two German Diplomats edited by John Röhl, 1973.
- A Hidden Life: The Enigma of Sir Edmund Backhouse (published in the U.S. as The Hermit of Peking: The Hidden Life of Sir Edmund Backhouse), 1976.
- Princes and Artists: Patronage and Ideology at Four Habsburg Courts, 1517-1633, 1976.
- History and Imagination: A Valedictory Lecture Delivered before the University of Oxford on 20 May 1980, 1980.
- Renaissance Essays, 1985.
- Catholics, Anglicans and Puritans: Seventeenth Century Essays, 1987.
- From Counter-Reformation to Glorious Revolution, 1992.
- Letters from Oxford: Hugh Trevor-Roper to Bernard Berenson. Edited by Richard Davenport-Hines. L.: Weidenfeld & Nicolson, 2006,  (ISBN 0-297-85084-9).
- Europe’s Physician: The Various Life of Sir Theodore De Mayerne, 2007,  (ISBN 0-300-11263-7).
- The Invention of Scotland: Myth and History, 2008,  (ISBN 0-300-13686-2)